# Musée national de la médecine
Le musée national de la médecine (arabe : المتحف الوطني للطب) est un musée de Tunis (Tunisie) créé le 8 novembre 1997. Il occupe une partie du pavillon I de l'ancienne faculté de médecine de Tunis.

## Collections
Le musée expose une variété d'instruments et de documents historiques concernant la médecine en Tunisie :
- des instruments de chirurgie datant des IXe et Xe siècles ;
- des accessoires de médecine générale ;
- des équipements médicaux datant des XVIIIe et XIXe siècles ;
- des copies d'anciens manuscrits se rapportant à la médecine et à la chirurgie ;
- des documents sur l'histoire de la médecine (notamment en Tunisie) ;
- des diplômes anciens ;
- des portraits de pionniers de la médecine tunisienne contemporaine ;
- des portraits de médecins arabo-musulmans célèbres (dont Avicenne) ;
- des timbres tunisiens ayant pour thème la médecine ;
- des plantes médicinales avec leurs indications et modes d'utilisation.

## Horaires
Le musée est ouvert gratuitement aux visiteurs, du mardi au dimanche, de 11 heures à 17 heures. En été et pendant le mois du ramadan, le musée est ouvert de 9 heures à 14 heures.